# عبد الله تبه سي (آختاتشي الشرقي)
عبد إله تبة سي (بالفارسية: عبداله‌تپه‌سی) هي قرية تقع في إيران في أذربيجان الغربية. يقدر عدد سكانها بـ 175 نسمة بحسب إحصاء 2016.